# Sana Na N'Hada
Sana Na N'Hada es un director bissau-guineano, nacido el 26 de mayo de 1950 en Enxalé, Guinea-Bisáu.

## Biografía
Sana Na N'Hada se alistó en la Guerra de la Independencia a la edad de 13 años. Tras passar dos años atendiendo  a pacientes en un hospital de campaña, tenía 17 cuando el líder revolucionario  Amilcar Cabral lo envió a Cuba en 1967, junto con Flora Gomes, Josefina Lopes Crato y José Bolama Cobumba, para aprender cine y documentar la lucha por la independencia. Estudió en el Instituto Vladimir Ilich Lenin de La Habana y en el Instituto Cubano de las Artes e Industria Cinematográficas. Regresa a Cuba en 1972 y asiste en Dakar a un curso de actualización  “Actualités sénégalaises”, bajo la dirección de Paulin Soumanou Vieyra.
De septiembre de 1972 a octubre de 1974, fue reportero en los frentes norte y este de Guinea-Bissau, en guerra contra el colonialismo portugués. Rodó un centenar de horas de material, el 60 % del cual se perdió cuando la sala de montaje que tenía con Flora Gomes fue desalojada por un secretario de Estado que quería ocupar el espacio para crear una agencia de prensa escrita. Sin embargo, estos archivos restantes le sirvieron para la película Nome, presentada en la sección ACID del Festival de Cine de Cannes 2023, donde reflejan la narrativa ficticia.
El 24 de septiembre de 1973, como reportero en el maquis, documentó la proclamación del Estado de Guinea-Bissau. Continuó la misión que le había confiado Amilcar Cabral: « filmar la historia de su país para apoyar su desarrollo ».. Las películas de 16 mm rodadas hasta entonces no se habían revelado por falta de dinero. Se revelaron con la ayuda del gobierno sueco. Para El regreso de Amilcar Cabral, Sana na N'Hada utilizó las imágenes que tenía de Amilcar Cabral vivo y las del holandés Rudy Spee para montarlas con la entrega en Conakri de los restos del líder asesinado en el PAIGC por Sékou Touré
En 1978, cofundó el Instituto Nacional de Cinema e Audiovisual de Guinea-Bissau (INCA), del cual fue elegido inmediatamente director. Permaneció como director hasta 1999, dependiente del Ministerio de Información y Cultura.
En 1979, fue ingeniero de sonido en Le Balcon, un documental de 15 minutos de la francesa Anita Fernandez. También fue camarógrafo en Sans Soleil de Chris Marker y asistente de Sarah Maldoror en sus documentales Fogo, Île de feu y Cap-Vert, un carnaval en el Sahel. En 1980, trabajó como camarógrafo en un documental de 26' del director holandés Joop van Wijk, sobre la cooperación Holanda/Guinea-Bissau, y en 1983 en Alter Ego, un documental de 2x45 minutos del mismo director.
En 1984 dirigió Fanado, un documental de 26 minutos sobre un rito de iniciación Balante. Continuó su labor documental en 2005 realizando versiones de 26' y 52' de A Nossa Guiné para TV5, así como Isabel's Bissau, un documental de 52′ de producción portuguesa, y en 2020 el cortometraje Macaréu que queda por terminar.
En 1990, fue asistente en Flycten, largometraje de la directora sueca Leyla Assaf-Tengroth, y asistente de producción en su largometraje Amélia. En 1995, fue asistente en Pô di Sangui de Flora Gomes.
En 2012 dirigió Kadjike, un largometraje sobre los trastornos que causa una banda de narcotraficantes al ocupar una isla del archipiélago de Bijagós donde los bijagós viven según tradiciones ancestrales y con absoluto respeto por la naturaleza. La película se promociona principalmente en festivales.
En 2014 se organizó un homenaje a su cine en Cineport, un Festival de Cine de los Países de Lengua Portuguesa en João Pessoa, Paraiba, Brasil. Ese mismo año, también viajó por Guinea-Bissau, proyectando imágenes inéditas de la lucha por la Liberación en cines itinerantes. Participó en los seminarios Visionary Archives en 2012 en Berlín, en 2014 en El Cairo y en 2015 nuevamente en Berlín. También se mostraron imágenes de archivo de la lucha por la liberación de Guinea-Bissau en el MoMa de Nueva York en 2017. Ese mismo año, fue invitado a presentar sus películas en el Robert Flaherty Film Seminar. La cineasta portuguesa Filipa César le invitó a participar en una iniciativa para recuperar los archivos de la lucha por la independencia de Guinea-Bissau, un proyecto que documentó en el largometraje Spell Reel donde aparece.
En 2015 fue nombrado secretario de Estado de los Luchadores por la Libertad en el gobierno de Carlos Correia y diseñó un programa de educación rural a través del audiovisual, pero solo permaneció siete meses, ya que el Gobierno cayó el 12 de mayo de 2016. Ese mismo año creó el Cadjigue, un museo virtual del patrimonio inmaterial y cultural de los Bijagós. En 2017 se legalizó La Asociación Cadjigue para la Defensa de la Cultura Bijagó.
En 1987, fue asistente de dirección y asistente de producción en Mortu Nega de Flora Gomes, que también tuvo lugar durante la Guerra de Independencia de Guinea-Bissau. En Xime, ambientada en 1962, un año antes del comienzo de la guerra, la oposición a las autoridades coloniales toma forma mientras se celebran los rituales tradicionales de entrega del bastón de mando. Y en Nome, un renombrado luchador de la Guerra Revolucionaria se convierte en mafioso una vez ganada la guerra.
Sus películas entrelazan la lucha por la independencia contra la ocupación portuguesa con una meditación sobre la destrucción de las sociedades tradicionales en Guinea-Bissau. Para él, se trata de un modelo ecológico en el que los seres humanos aceptan los poderes naturales a los que saben que pertenecen para hacer frente a los retos del mundo moderno.

## Filmografía

### Documentales
- 1976: O retorno de Cabral ( The Return of Amilcar Cabral ), 31 minutos, sobre la repatriación de los restos de Amilcar Cabral[4], codirigido con Flora Gomes, Josefina Lopes Crato, José Bolama Cobumba y Djalma Martins Fettermann, con José Bolama Cobumba como sonidista, editado por Sana na N'Hada.
- 1976: Anós nô Ossá Lutá (literalmente: Nuestros años de lucha), 15 minutos, codirigida con Florentino Flora Gomes, Josefina Lopes Crato, José Bolama Cobumba.
- 1978: Los Días de Ancono, 26 minutos, encargo de la UNESCO.
- 1984: Fanado (La Circuncisión), 26 minutos.
- 2005: A Nossa Guiné, versiones de 26 y 52 minutos.
- 2005: Isabel Bissau, 52 min.
- 2020: Macaréu, cortometraje en proceso de finalización.

### Largometrajes de ficción
- 1994: Xima
- 2013: Kadjike (El Bosque Sagrado),
- 2023: Nombre

## Honores

### Premios
- Xime recibió el Premio Especial del Jurado en el Festival Internacional de Cine de Amiens de 1994[6] y en el Primer Festival de Cine de Annonay en 1995, así como el Premio de Comunicación Intercultural en Vues d'Afrique en 1995. La película también ganó un premio en las Jornadas Cinematográficas de Cartago.
- Isabel's Bissau recibió el premio RTP África al mejor documental en el Festival Imagens en 2005.
- Radio RDP África otorgó a Sana na N'Hada su Prémio Prestigio en 2016.[7]

### Selecciones y nominaciones
- 1994 Festival de Cannes, selección en la sección Un Certain Regard para Xime.[8]
- Festival de Cine de Cannes 2023, selección de la sección ACID para Nome.[9]

## Reutilización de su obra
En su ensayo fílmico Sans soleil, Chris Marker reutiliza imágenes del carnaval de Bissau filmadas por Sana Na N'Hada que le había presentado Mário Pinto de Andrade.